# Francisco do Rego Barros Barreto
Francisco do Rego Barros Barreto (Jaboatão,  Pernambouc, 1828 — 1918) est un ingénieur et homme politique brésilien.

## Biographie et parcours politique
Francisco do Rego Barros Barreto fut député provincial, député général (c’est-à-dire national), conseiller, sénateur (de 1871 à 1889) et ministre des Transports et de l’Agriculture (de 1872 à 1873) de l’empire du Brésil.
Le 13 novembre 1872, il lui incomba de rédiger les lois et décrets destinés à régir l’esclavage au Brésil. Auparavant, en août 1870, il avait, aux côtés de ses collègues à la Chambre des députés, Jerônimo Jose Teixeira Junior, João José de Oliveira Junqueira, Domingos de Andrade Figueira et Rodrigo A. da Silva, produit le Rapport final de la Commission spéciale de la Chambre des députés, chargée d’émettre un avis sur l’élément servile. Le rapport fut commandé après que l’Espagne eut promulguée la loi Moret portant affranchissement de tout individu né d’un ventre esclave après le 18 septembre 1868 (moyennant qu’il restât encore sous la tutelle de son maître jusqu’à ses 22 ans), ainsi que de tout captif âgé de plus de 60 ans. Les jours de l’esclavage étaient donc comptés à Cuba, ce qui, après l’abolition de l’esclavage aux États-Unis, renforça davantage encore la pression sur le Brésil à suivre le même chemin. L’adoption de cette loi Moret trouvera logiquement son écho dans le rapport final des députés, mais plus décisifs encore seront, aux yeux des quatre députés signataires, « les résultats que présentent les États du sud de l’Union américaine relativement au travail des affranchis », lesquels résultats auraient « dépassé les attentes des optimistes en la matière » ; en effet, même « après la violente crise par laquelle ont passé ces États, et après la presque cessation du travail agricole, il y eut la réaction favorable, et les affranchis se sont voués aux travaux de la campagne d’une façon telle que la production de coton se rapproche à nouveau de ce qu’elle était avant la guerre de Sécession ». En d’autres termes, cet exemple apportait les preuves concrètes que le Brésil pourrait suivre la même voie sans grand risque de porter préjudice à sa principale activité économique.